# Muchow
Muchow – miejscowość i gmina w Niemczech, w kraju związkowym Meklemburgia-Pomorze Przednie, w powiecie Ludwigslust-Parchim, wchodząca w skład Związku Gmin Grabow.